# Frank Tenaille
Frank Tenaille (...) è uno scrittore francese.
Giornalista francese specializzato nelle musiche del mondo, ha collaborato a numerose riviste e programmi radiotelevisivi. Consigliere artistico del festival Radio France Montpellier, è autore di diversi libri, film ed eventi artistici legati all'Africa.

## Opere
- Lo swing del camaleonte (Epoché, 2007)